# باغ گیاه‌شناسی دانشگاه هلسینکی

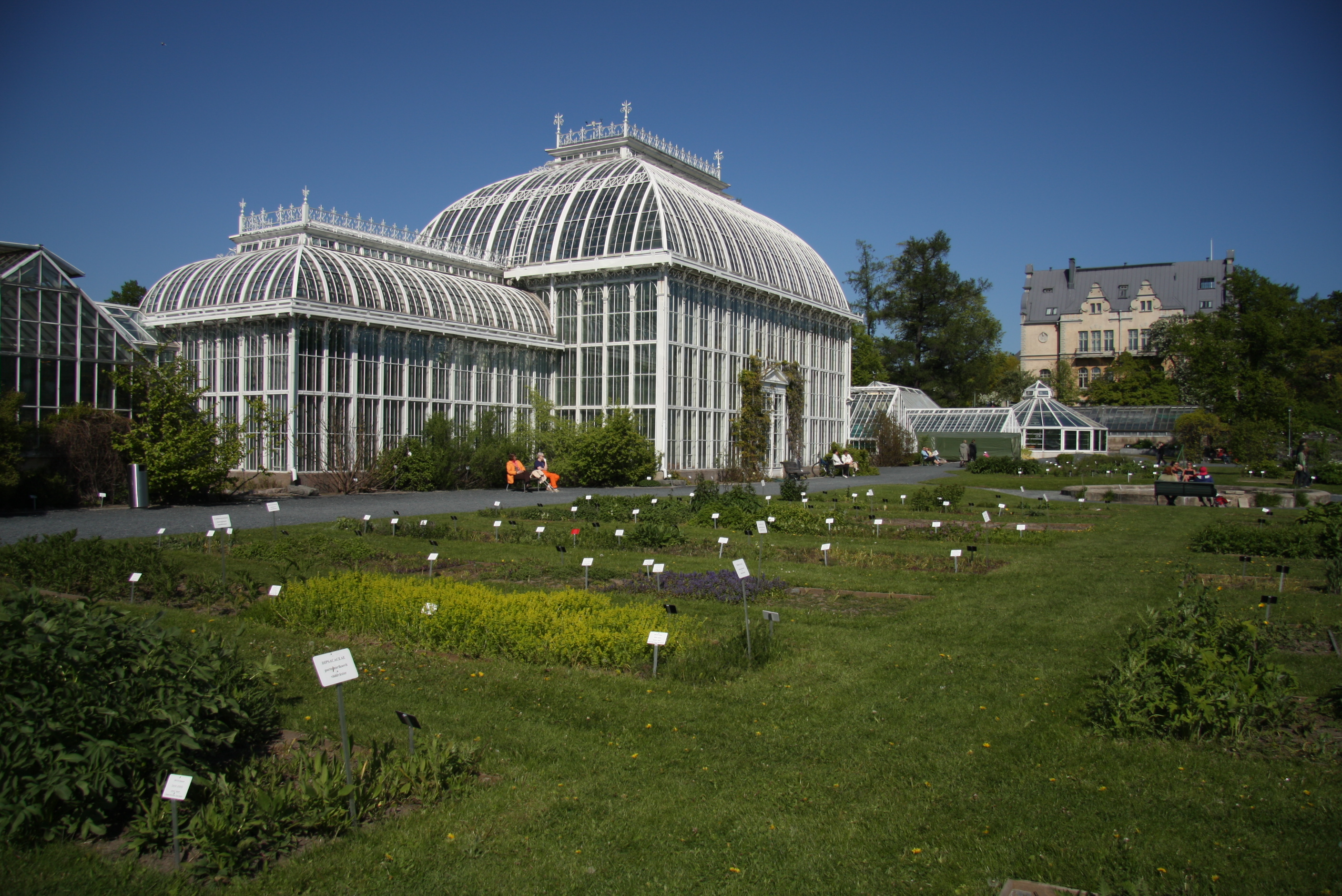
باغ کایسانیمی

باغ گیاه‌شناسی دانشگاه هلسینکی (انگلیسی: University of Helsinki Botanical Garden) مؤسسه زیرمجموعه موزه تاریخ طبیعی فنلاند متعلق به دانشگاه هلسینکی است که مجموعه‌ای از گیاهان زنده را برای استفاده در تحقیق و آموزش نگهداری می‌کند. باغ گیاه‌شناسی دارای دو مکان جداگانه است: یکی در پارک کایسانیمی و دیگری در کامپولا.
ورود به باغ کایسانیمی برای عموم آزاد است. گلخانه آن در حال حاضر بیش از ۸۰۰ گونه مختلف گیاه و در گلخانه‌ها و زمین‌های آن بیش از ۲۸۰۰ گیاه متنوع کاشته شده‌اند. مرمت و ساخت و ساز در باغ کومپولا از سال ۱۹۸۷ آغاز شد و در سال ۲۰۰۹ افتتاح شد و بازدید از آن برای عموم مردم میسر است.

## پیشینه باغ کایسانیمی
این باغ در دهه ۱۸۲۷ توسط کارل لودویک انگل به عنوان منطقه‌ای سبز برای گذراندن اوقات فراغت و پیاده‌روی مردم هلسینکی گسترش یافت. پیش از این از سال ۱۷۶۳ این مکان یک باغ بزرگ بود. در سال ۱۸۱۲ با پایتخت شدن هلسینکی مصوب شد که این باغ به شهرداری واگذار شود. نقشه‌های کارل لودویک انگل عملاً برای بازسازی باغ به دو منطقه مجزا بود: یک پارک متقارن و جنگلی و دیگری باغی که از مسیرهای پیچ در پیچ شکل گرفته باشد.

خانه نخل هلسینکی که در باغ گیاه‌شناسی دانشگاه هلسینکی قرار دارد و در سال ۱۸۸۹ ساخته شده‌است.

## پیشینه باغ گیاه‌شناسی
هسته اولیه باغ گیاه‌شناسی دانشگاه هلسینکی در فرهنگستان سلطنتی باغ گیاه‌شناسی تورکو سرو شکل گرفت که توسط الیاس تیلاندز در سال ۱۶۷۸ تأسیس شده بود.
هنگامی که آکادمی سلطنتی تورکو در سال ۱۸۲۸ به هلسینکی نقل مکان کرد، یک قطعه زمین در کایسانیمی به آن اختصاص یافت کارل رینهولد زالبرگ استاد جانورشناسی و گیاه‌شناسی با تکیه بر مجموعه خصوصی گسترده خود ساخت باغ جدید را آغاز کرد. طبق نقشه وی، این باغ دارای دو منطقه مجزا بود: باغ‌هایی مانند پارک و همچنین ساختمان‌هایی به عنوان گلخانه که اولین آن‌ها در سال ۱۸۳۲ به اتمام رسید.
در طول جنگ پس‌آیند با اصابت بمب‌های بسیاری، عملاً گلخانه‌ها از بین رفتند تا سرانجام در دهه ۱۹۵۰ گلخانه‌ها مرمت و نوسازی شدند. آخرین مرمت گلخانه‌های معروف باغ گیاه‌شناسی از سال ۱۹۹۶ تا ۱۹۹۸ انجام گرفت.

## پیشینه باغ کومپولا
پیشینه باغ کامپولا نسبت به سبز باغ گیاه‌شناسی و باغ کایسانیمی بسیار خرد است. در واقع این باغ در دهه ۱۹۷۰ و با تشکیلات جدید اجرا شده در دانشگاه هلسینکی سرو شکل گرفت. این باغ در سال ۲۰۰۹ برای عموم مردم افتتاح شد. باغ کومپولا به دو قسمت جداگانه تقسیم شده‌است: منطقه گیاهان مفید و منطقه دیگری که گیاهان را با توجه به منشأ جغرافیایی آنها نشان می‌دهد. در این منطقه گیاهان از مناطقی جمع می‌شوند که دارای آب و هوای مشابه جنوب فنلاند هستند.

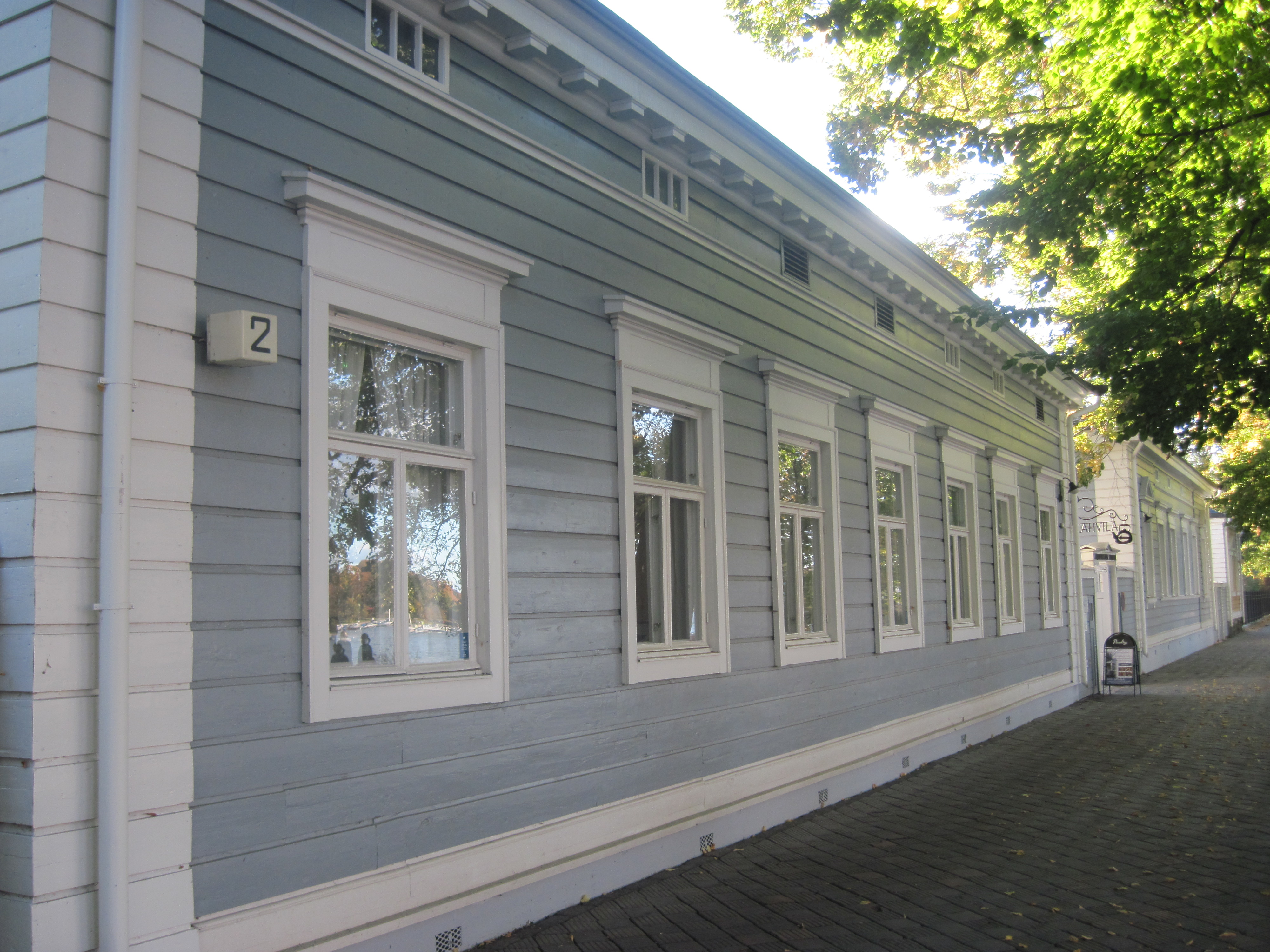
گلخانه‌های باغ گیاه‌شناسی